# حمض الإيزوفثاليك
حمض الإيزوفثاليك هو مركب كيميائي ينتمي إلى الأحماض ثنائية الكربوكسيل العطرية، له الصيغة الكيميائية C8H6O4، والتي يمكن كتابتها على الشكل C6H4(COOH)2. يوجد المركب على شكل صلب أبيض اللون، ويوجد منه مصاوغان وهما حمض الفثاليك وحمض التيريفثاليك. يطلق على أملاح واسترات المركب اسم إيزوفثالات.

## التحضير
يحضر حمض الإيزوفثاليك من الأكسدة الهوائية الحفزية لمركب ميتا-زيلين؛ وذلك باستخدام حفازات من الكوبالت - منغنيز. يمكن استخدام حمض الكروميك مخبرياً من ضمن المؤكسدات.

## الخواص
يوجد المركب في الشروط القياسية على هيئة صلب أبيض اللون، ذي انحلالية ضعيفة في الماء (0.12 غ/ل). تبلغ قيمة ثابت تفكك الحمض الأولى pKa1 = 3.62 أما الثانية pKa2 = 4.60.

## الاستخدامات
يستخدم المركب كمادة طليعية بادئة في تحضير المونوميرات في صناعة اللدائن.